# Ходорківський район
Ходорківський райо́н — адміністративно-територіальна одиниця УСРР, що існувала з 1923 по 1925 роки в складі Бердичівської округи. Районний центр — село Ходорків.

## Історія
Утворений 7 березня 1923 з центром у с. Ходорків в складі Бердичівської округи Київської губернії з 12 сільських рад Ходорківської волості.
Розформований 17 червня 1925 з віднесенням території:
- Ходорківської, Биківської, Пустельницької, Скочищенської і Озерянської сільрад до складу Корнинського району Білоцерківської округи на Київщині;
- Вербівської, Волице-Зарубинецької, Зарубинецької, Корчмищенської, Степківської і Яроповицької сільрад до складу Андрушівського району, приєднуваного до Бердичівської округи;
- Грубської сільради з с. Струцівкою і Яроповицько-Ходорківською скарбовою лісовою дачею до складу Коростишівського району Житомирської округи на Волині[3].